# Argyropelecus
Argyropelecus is een geslacht van Diepzeebijlvissen (Sternoptychidae) en kent zeven soorten.

## Soorten
- Argyropelecus aculeatus Valenciennes, 1850[3]
- Argyropelecus affinis Garman, 1899[4] – Paarlemoervis
- Argyropelecus gigas Norman, 1930[5]
- Argyropelecus hemigymnus Cocco, 1829[1]
- Argyropelecus lychnus Garman, 1899[4]
- Argyropelecus olfersii (Cuvier, 1829)[6]
- Argyropelecus sladeni Regan, 1908[7]